# Will Downing
Will Downing (* 29. November 1965, Bed-Stuy, Brooklyn, New York, als Wilfred Downing) ist ein US-amerikanischer Soul- und R&B-Sänger, aber auch Songwriter.

## Biografie
Ende der 1970er bis Mitte der 1980er Jahre war Will Downing Backgroundsänger, u. a. bei Billy Ocean, Nona Hendryx, Rose Royce, Daryl Payne, Marc Sadane, Warp 9 und Jennifer Holliday. Mitte der 1980er Jahre entdeckte ihn Arthur Baker als Soulsänger und engagierte ihn für seine Band „Wally Jump Jnr. and the Criminal Element“.
1988 erhielt Downing einen Solo-Vertrag bei Island Records und nahm sein Debütalbum Will Downing auf, das von Arthur Baker produziert wurde. Der Durchbruch gelang mit der Single A Love Supreme, einer gesungenen Version des Jazzklassikers von John Coltrane. 1989 folgte eine Coverversion von Where Is the Love?, im Duett mit der britischen Soul-Sängerin Mica Paris, die er selbst produzierte. Das zweite Album Come Together as One erschien im gleichen Jahr.
Auf dem dritten Album A Dream Fulfilled waren 1991 Jazz-Einflüsse zu hören und es gab eine Coverversion von The World Is a Ghetto, einem Top-Hit der Funkband War aus dem Jahre 1972. Mit weiteren Album-Veröffentlichungen (Pleasures of the Night, All the Man You Need, Sensual Journey, Emotions, Christmas, Love and You und Soul Symphony) hatte Will Downing bis 2005 in Großbritannien und in den US-R&B-Charts Erfolg.
2006 wurde bei Downing Polymyositis, eine Erkrankung, die Muskeln und Gelenke schwächt, diagnostiziert. Deshalb musste er sein 2007er Album After Tonight im Rollstuhl einsingen. 2009 wurde das Album Classique veröffentlicht. Ein Jahr später, im September 2010, folgte Lust, Love & Lies (An Audio Novel), das fünfzehnte Studioalbum. Bis 2015 erschienen drei weitere Studioproduktionen: Silver (2013), Euphoria (2014) und Chocolate Drops (2015).
Downing ist mit der amerikanischen Sängerin Audrey Wheeler verheiratet.

## Diskografie

### Studioalben
| Jahr | Titel                              | Höchstplatzierung, Gesamtwochen, AuszeichnungChartplatzierungen (Jahr, Titel, Platzierungen, Wochen, Auszeichnungen, Anmerkungen) | Höchstplatzierung, Gesamtwochen, AuszeichnungChartplatzierungen (Jahr, Titel, Platzierungen, Wochen, Auszeichnungen, Anmerkungen) | Höchstplatzierung, Gesamtwochen, AuszeichnungChartplatzierungen (Jahr, Titel, Platzierungen, Wochen, Auszeichnungen, Anmerkungen) | Höchstplatzierung, Gesamtwochen, AuszeichnungChartplatzierungen (Jahr, Titel, Platzierungen, Wochen, Auszeichnungen, Anmerkungen) | Höchstplatzierung, Gesamtwochen, AuszeichnungChartplatzierungen (Jahr, Titel, Platzierungen, Wochen, Auszeichnungen, Anmerkungen) | Anmerkungen |
| Jahr | Titel                              | DE | UK | US | R&B | Jazz | Anmerkungen |
| ---- | ---------------------------------- | --- | --- | --- | --- | --- | --- |
| 1988 | Will Downing                       | DE47 (6 Wo.)DE | UK20 Gold · (23 Wo.)UK | — | — | — | Erstveröffentlichung: 14. März 1988 Produzenten: Arthur Baker, Will Downing, Brian Jackson                                                                     |
| 1989 | Come Together as One               | — | UK36 (2 Wo.)UK | — | R&B62 (18 Wo.)R&B | — | Erstveröffentlichung: 6. November 1989 Produzenten: Will Downing, Greg Smith, Laythan Armor, Brian Jackson, Jimmy Varner, Attala Zane Giles, Onaje Allan Gumbs |
| 1991 | A Dream Fulfilled                  | — | UK43 (3 Wo.)UK | — | R&B22 (36 Wo.)R&B | — | Erstveröffentlichung: 25. März 1991 Produzenten: Will Downing, Barry Eastmond, Wayne Brathwaite, Onaje Allan Gumbs, Zane Mark                                  |
| 1993 | Love’s the Place to Be             | — | — | US166 (7 Wo.)US | R&B24 (58 Wo.)R&B | — | Erstveröffentlichung: 3. August 1993 Produzenten: Will Downing, Rex Rideout, Bob Baldwin, Barry Eastmond, Ronnie Foster                                        |
| 1995 | Moods                              | — | — | US139 (2 Wo.)US | R&B23 (30 Wo.)R&B | — | Erstveröffentlichung: 21. November 1995 Produzenten: Will Downing, Rex Rideout, Ronnie Foster, Onaje Allan Gumbs                                               |
| 1997 | Invitation Only                    | — | — | US127 (3 Wo.)US | R&B30 (21 Wo.)R&B | — | Erstveröffentlichung: 28. Oktober 1997 Produzenten: Will Downing, Rex Rideout, Ronnie Foster, Darryl Simmons                                                   |
| 1998 | Pleasures of the Night             | — | — | US169 (3 Wo.)US | R&B36 (27 Wo.)R&B | — | Erstveröffentlichung: 29. September 1998 mit Gerald Albright Produzenten: Gerald Albright, Will Downing, Ronnie Foster                                         |
| 2000 | All the Man You Need               | — | — | US100 (7 Wo.)US | R&B25 (13 Wo.)R&B | — | Erstveröffentlichung: 18. Juli 2000 Produzenten: Will Downing, Kevin Deane, Stan Brown, Regis Branson, Kyle Bynoe, James Poyser, Dwayne Bastiany               |
| 2002 | Sensual Journey                    | — | — | US90 (7 Wo.)US | R&B11 (20 Wo.)R&B | — | Erstveröffentlichung: 7. Mai 2002 Produzenten: Will Downing, Rex Rideout, Lee Ritenour, John Beasley, Ronnie Foster, Kowan Paul                                |
| 2003 | Emotions                           | — | — | US92 (6 Wo.)US | R&B9 (30 Wo.)R&B | Jazz2 (50 Wo.)Jazz | Erstveröffentlichung: 14. Oktober 2003 Produzenten: Will Downing, Chris Davis, Rex Rideout, Barry Eastmond, Ronnie Foster                                      |
| 2004 | Christmas, Love and You            | — | — | — | R&B40 (7 Wo.)R&B | Jazz3 (8 Wo.)Jazz | Erstveröffentlichung: 9. November 2004 Produzenten: Will Downing, Chris Davis, Rex Rideout, Ronnie Garrett                                                     |
| 2005 | Soul Symphony                      | — | — | US85 (3 Wo.)US | R&B18 (14 Wo.)R&B | — | Erstveröffentlichung: 4. Oktober 2005 Produzenten: Will Downing, Rex Rideout, Chris Davis                                                                      |
| 2007 | After Tonight                      | — | — | US37 (3 Wo.)US | R&B1 (28 Wo.)R&B | — | Erstveröffentlichung: 30. Oktober 2007 Produzenten: Noel Goring, Will Downing, Rex Rideout                                                                     |
| 2009 | Classique                          | — | — | US22 (8 Wo.)US | R&B3 (23 Wo.)R&B | — | Erstveröffentlichung: 16. Juni 2009 Produzenten: Will Downing, Rex Rideout, Sherrita Tolbert, Tony Tolbert                                                     |
| 2010 | Lust, Love & Lies (An Audio Novel) | — | — | US42 (4 Wo.)US | R&B11 (13 Wo.)R&B | — | Erstveröffentlichung: 20. September 2010 Produzenten: Will Downing, Chris Davis, Rex Rideout                                                                   |
| 2012 | Today (EP)                         | — | — | — | R&B74 (1 Wo.)R&B | — | Erstveröffentlichung: 21. Februar 2012 Produzenten: Will Downing, Chris Davis                                                                                  |
| 2013 | Silver                             | — | — | — | R&B62 (3 Wo.)R&B | — | Erstveröffentlichung: 12. Februar 2013 Produzenten: Will Downing, Chris Davis, Rex Rideout                                                                     |
| 2014 | Euphoria                           | — | — | — | R&B40 (1 Wo.)R&B | Jazz2 (25 Wo.)Jazz | Erstveröffentlichung: 4. März 2014 Produzenten: Will Downing, Chris Davis                                                                                      |
| 2015 | Chocolate Drops                    | — | — | — | — | Jazz2 (16 Wo.)Jazz | Erstveröffentlichung: 31. März 2015 Produzenten: Will Downing, Chris Davis, Shedrick Mitchell                                                                  |

### Kompilationen
| Jahr | Titel                                               | Höchstplatzierung, Gesamtwochen, AuszeichnungChartplatzierungen (Jahr, Titel, Platzierungen, Wochen, Auszeichnungen, Anmerkungen) | Höchstplatzierung, Gesamtwochen, AuszeichnungChartplatzierungen (Jahr, Titel, Platzierungen, Wochen, Auszeichnungen, Anmerkungen) | Höchstplatzierung, Gesamtwochen, AuszeichnungChartplatzierungen (Jahr, Titel, Platzierungen, Wochen, Auszeichnungen, Anmerkungen) | Höchstplatzierung, Gesamtwochen, AuszeichnungChartplatzierungen (Jahr, Titel, Platzierungen, Wochen, Auszeichnungen, Anmerkungen) | Höchstplatzierung, Gesamtwochen, AuszeichnungChartplatzierungen (Jahr, Titel, Platzierungen, Wochen, Auszeichnungen, Anmerkungen) | Anmerkungen |
| Jahr | Titel                                               | DE | UK | US | R&B | Jazz | Anmerkungen |
| ---- | --------------------------------------------------- | --- | --- | --- | --- | --- | --- |
| 2002 | Greatest Love Songs                                 | — | — | — | R&B78 (2 Wo.)R&B | — | Erstveröffentlichung: 15. Januar 2002 Produzenten: Will Downing, Brian Jackson, Stan Brown, Barry Eastmond, Wayne Brathwaite, Ronnie Foster, Rex Rideout, Darryl Simmons, Regis Branson |
| 2006 | The Best of Will Downing: The Millennium Collection | — | — | — | R&B32 (9 Wo.)R&B | Jazz1 (48 Wo.)Jazz | Erstveröffentlichung: 6. Juni 2006 |

Weitere Kompilationen
- 1999: You Sure Love to Ball (mit Brian McKnight, Chico DeBarge, Montell Jordan, Gerald Levert und Joe)
- 2002: A Love Supreme: The Collection

### EPs
- 1990: The Remix E. P.
- 2011: Yesterday
- 2012: Today
- 2012: Tomorrow

### Singles
| Jahr | Titel Album                                               | Höchstplatzierung, Gesamtwochen, AuszeichnungChartplatzierungen (Jahr, Titel, Album, Platzierungen, Wochen, Auszeichnungen, Anmerkungen) | Höchstplatzierung, Gesamtwochen, AuszeichnungChartplatzierungen (Jahr, Titel, Album, Platzierungen, Wochen, Auszeichnungen, Anmerkungen) | Höchstplatzierung, Gesamtwochen, AuszeichnungChartplatzierungen (Jahr, Titel, Album, Platzierungen, Wochen, Auszeichnungen, Anmerkungen) | Höchstplatzierung, Gesamtwochen, AuszeichnungChartplatzierungen (Jahr, Titel, Album, Platzierungen, Wochen, Auszeichnungen, Anmerkungen) | Höchstplatzierung, Gesamtwochen, AuszeichnungChartplatzierungen (Jahr, Titel, Album, Platzierungen, Wochen, Auszeichnungen, Anmerkungen) | Anmerkungen |
| Jahr | Titel Album                                               | DE | UK | US | R&B | Dance | Anmerkungen |
| ---- | --------------------------------------------------------- | --- | --- | --- | --- | --- | --- |
| 1988 | Free Will Downing                                         | — | UK58 (5 Wo.)UK | — | R&B48 (10 Wo.)R&B | — | Erstveröffentlichung: Februar 1988 Autoren: Henry Redd, Deniece Williams, Susaye Greene, Nathan Watts Original: Deniece Williams, 1976                                |
| 1988 | A Love Supreme Will Downing                               | DE24 (15 Wo.)DE | UK14 (10 Wo.)UK | — | R&B77 (6 Wo.)R&B | Dance4 (10 Wo.)Dance | Erstveröffentlichung: März 1988 Autor und Original: John Coltrane, 1964                                                                                               |
| 1988 | Sending Out an S. O. S. Will Downing                      | — | — | — | R&B45 (10 Wo.)R&B | — | Erstveröffentlichung: Mai 1988 Autoren: Brian Jackson, Craig Derry, Danny Madden, Will Downing                                                                        |
| 1988 | In My Dreams Will Downing                                 | — | UK34 (6 Wo.)UK | — | — | — | Erstveröffentlichung: Juni 1988 Autoren: Brian Jackson, Peter Lord, Will Downing                                                                                      |
| 1989 | Where Is the Love? So Good                                | — | UK19 (8 Wo.)UK | — | — | — | Erstveröffentlichung: Januar 1989 mit Mica Paris Autoren: Ralph MacDonald, William Salter Original: Roberta Flack & Donny Hathaway, 1972                              |
| 1989 | Test of Time Come Together as One                         | — | UK67 (2 Wo.)UK | — | R&B35 (12 Wo.)R&B | — | Erstveröffentlichung: Oktober 1989 Autoren: Kenny Harris, Mark Holden                                                                                                 |
| 1990 | Come Together as One                                      | — | UK48 (4 Wo.)UK | — | R&B50 (8 Wo.)R&B | Dance40 (3 Wo.)Dance | Erstveröffentlichung: Januar 1990 Autoren: Greg Smith, Will Downing                                                                                                   |
| 1991 | The World Is a Ghetto A Dream Fulfilled                   | — | UK83 (2 Wo.)UK | — | — | — | Erstveröffentlichung: Februar 1991 Autoren: B. B. Dickerson, Charles Miller, Harold Brown, Howard Scott, Lee Oskar, Lonnie Jordan, Papa Dee Allen Original: War, 1972 |
| 1991 | I Try A Dream Fulfilled                                   | — | — | — | R&B13 (17 Wo.)R&B | — | Erstveröffentlichung: März 1991 Autor und Original: Angela Bofill, 1979                                                                                               |
| 1991 | I Go Crazy A Dream Fulfilled                              | — | — | — | R&B37 (11 Wo.)R&B | — | Erstveröffentlichung: Juli 1991 Autor und Original: Paul Davis, 1970                                                                                                  |
| 1993 | There’s No Living Without You Love’s the Place to Be      | — | UK67 (1 Wo.)UK | — | R&B57 (12 Wo.)R&B | — | Erstveröffentlichung: Juli 1993 Autoren: Connor Reeves, Greg Smith |
| 1993 | Do You Still Love Me Love’s the Place to Be               | — | — | — | R&B69 (9 Wo.)R&B | — | Erstveröffentlichung: Dezember 1993 Autoren: Barry Eastmond, Will Downing Original: David Peaston, 1991                                                               |
| 1994 | Break Up to Make Up Love’s the Place to Be                | — | — | — | R&B66 (8 Wo.)R&B | — | Erstveröffentlichung: März 1994 Autoren: Thom Bell, Linda Creed, Kenny Gamble Original: The Stylistics, 1972                                                          |
| 1994 | Nothing Has Ever Felt Like This Love’s the Place to Be    | — | — | — | R&B72 (10 Wo.)R&B | — | Erstveröffentlichung: Juni 1994 Rachelle Ferrell feat. Will Downing Autor: Rachelle Ferrell                                                                           |
| 1995 | Sorry, I Moods                                            | — | — | — | R&B45 (20 Wo.)R&B | — | Erstveröffentlichung: Oktober 1995 Autoren: Armsted Christian, Rex Rideout, Will Downing                                                                              |
| 1996 | Just to Be with You Moods                                 | — | UK98 (1 Wo.)UK | — | — | — | Erstveröffentlichung: Februar 1996 Autoren: Rex Rideout, Will Downing                                                                                                 |
| 1997 | All About You Invitation Only                             | — | — | — | R&B63 (4 Wo.)R&B | — | Erstveröffentlichung: November 1997 Autoren: Rex Rideout, Ronnie Garrett, Will Downing                                                                                |
| 2003 | A Million Ways Emotions                                   | — | — | — | R&B58 (20 Wo.)R&B | — | Erstveröffentlichung: Oktober 2003 Autoren: Joe Thomas, Jolyon Skinner                                                                                                |
| 2005 | Crazy Love Soul Symphony                                  | — | — | — | R&B73 (14 Wo.)R&B | — | Erstveröffentlichung: Oktober 2005 Autoren: Dwight Thompson, Niles McKinney                                                                                           |
| 2007 | After Tonight                                             | — | — | — | R&B56 (18 Wo.)R&B | — | Erstveröffentlichung: November 2007 Autoren: Rex Rideout, Will Downing                                                                                                |
| 2009 | Something Special Classique                               | — | — | — | R&B86 (11 Wo.)R&B | — | Erstveröffentlichung: Juni 2009 Autoren: Gary Taylor, Rex Rideout, Will Downing                                                                                       |
| 2009 | Love Suggestions Classique                                | — | — | — | R&B69 (10 Wo.)R&B | — | Erstveröffentlichung: August 2009 Autoren: Rex Rideout, Tony Tolbert, Will Downing                                                                                    |
| 2010 | Glad I Met You Tonight Lust, Love & Lies (An Audio Novel) | — | — | — | R&B58 (20 Wo.)R&B | — | Erstveröffentlichung: August 2010 Autoren: Chris Davis, Will Downing                                                                                                  |
| 2012 | One Step Closer Silver                                    | — | — | — | R&B84 (2 Wo.)R&B | — | Erstveröffentlichung: Juli 2012 Autoren: Chris Davis, Tony Tolbert, Will Downing                                                                                      |

Weitere Singles
- 1986: (I Want to Go To) Chicago (R. T. & the Rockmen Unlimited Featuring Will & Craig)
- 1990: Wishing on a Star
- 1991: Don’t Make Me Wait
- 1991: The World Is a Ghetto
- 1991: Something’s Going On
- 1998: Pleasures of the Night
- 1999: I Can’t Make You Love Me
- 2002: Cool Water (Promo)